# Odiati e fieri!
Odiati e fieri! è il quarto album studio della Oi! band Klasse Kriminale. Il disco è una ristampa della cassetta demo pubblicata dalla band nel 1988.

## Brani
1. Stasera Tocca a Te
2. Voglio Lavorare
3. La Nostra Terra
4. Nulla
5. Costruito in Italia
6. In Piedi Sulle Rovine
7. Vivi Veloce Morirai Giovane
8. Leggi
9. Accendi un'Altra Sigaretta
10. Agente Speciale
11. Monkey Man (Live)
12. Nulla (Live)